# Galerix
Galerix es un género extinto de galericino. Fósiles de este género se comprenden por dientes que sugieren un parentesco con el erizo; se han encontrado en Europa, África, y Asia.

## Taxonomía
Se reconocen nueve especies como miembros del género:
- Galerix aurelianensis
- Galerix exilis
- Galerix kostakii
- Galerix remmerti
- Galerix rutlandae
- Galerix saratji
- Galerix stehlini
- Galerix symeonidisi
- Galerix uenayae